# هاینرسرویت
هاینرسرویت (به آلمانی: Heinersreuth) یک شهر در آلمان است که در بایروث واقع شده‌است.